# Günther Stranner
Günther Stranner (Gmünd, 26 de abril de 1967) es un deportista austríaco que compitió en salto en esquí.
Ganó una medalla de plata en el Campeonato Mundial de Esquí Nórdico de 1985, en la prueba de trampolín grande por equipo. Participó en los Juegos Olímpicos de Calgary 1988, ocupando el quinto lugar en la misma prueba.

## Palmarés internacional
| Campeonato Mundial | Campeonato Mundial | Campeonato Mundial | Campeonato Mundial |
| Año                | Lugar              | Medalla            | Prueba             |
| ------------------ | ------------------ | ------------------ | ------------------ |
| 1985               | Seefeld (Austria)  | Medalla de plata   | TG por equipo      |